# Richard Childress Racing
La RCR Enterprises, LLC o Richard Childress Racing è una scuderia motoristica statunitense che gareggia nelle NASCAR dal 1969, vincitrice con i suoi piloti di sei titoli nella Sprint Cup Series.

## Piloti Campioni

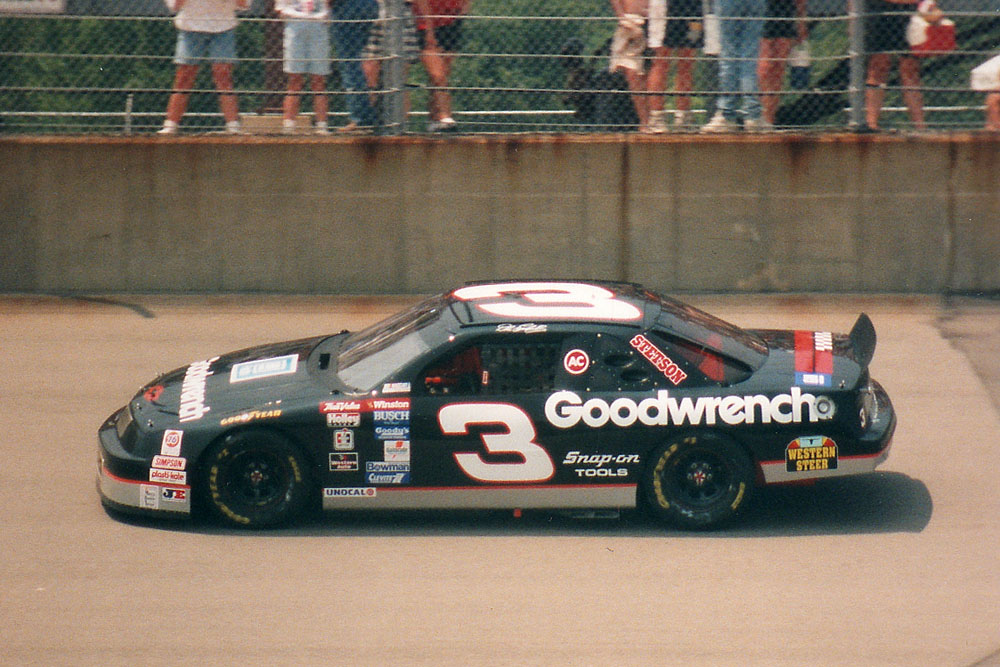
La vettura #3 di Dale Earnhardt, campione nel 1994.

### Sprint Cup Series
- Dale Earnhardt (1986, 1987, 1990, 1991, 1993, 1994)

### Xfinity Series
- Kevin Harvick (2001, 2006)
- Clint Bowyer (2008)
- Austin Dillon (2013)
- Tyler Reddick (2019)

### Camping World Truck Series
- Mike Skinner (1995)
- Austin Dillon (2001)

## Palmarès
Sprint Cup Series
- 6 volte  (1986, 1987, 1990, 1991, 1993, 1994)

Xfinity Series
- 5 volte  (2001, 2006, 2008, 2013, 2019)

Camping World Truck Series
- 2 volte  (1995, 2011)